# Araneus viridulus
Araneus viridulus este o specie de păianjeni din genul Araneus, familia Araneidae. A fost descrisă pentru prima dată de Urquhart, 1891.
Este endemică în Tasmania. Conform Catalogue of Life specia Araneus viridulus nu are subspecii cunoscute.